# Slag bij Lafelt
De Slag bij Lafelt, ook bekend als de Slag om Maastricht, dat enkele kilometers verder ligt en de inzet van de slag was, vond plaats op 2 juli 1747. Engelse geschiedenisboeken spreken over de Battle of Lauffeld(t), Lauffield of Lawfeld(t).

## Historische context
Midden 18e eeuw werd de Oostenrijkse Successieoorlog uitgevochten, waarbij de Oostenrijkse Nederlanden werden betwist door twee partijen: enerzijds de Fransen, gesteund door Spanje, Pruisen en Beieren en anderzijds de Zuidelijke Nederlanden zelf, onder bescherming van de Oostenrijkers en de Nederlandse republiek, ook gesteund door Rusland en Engeland. Na een eerste treffen in de  Slag bij Fontenoy (1745) trokken de vijandelijke legers naar het oosten, omdat het prinsbisdom Luik probeerde neutraal te blijven. De Fransen hoopten via het bruggenhoofd Maastricht greep te krijgen op de Zuidelijke Nederlanden. Maastricht stond op dat moment onder gezamenlijk bestuur van Luik en de Republiek.

## De slag
Langs de heirbaan tussen Tongeren en Maastricht, rond het gehucht Lafelt (een gehucht behorend bij de gemeente Riemst), troffen de legers (in totaal 150.000 man) elkaar. De Fransen slaagden erin als eersten de hoogten bij Herderen te bezetten. Hun linie strekte zich uit van Genoelselderen tot Vroenhoven. Ze stonden onder leiding van Maurits van Saksen. Koning Lodewijk XV van Frankrijk volgde de slag vanaf de Sieberg ten westen van Herderen.

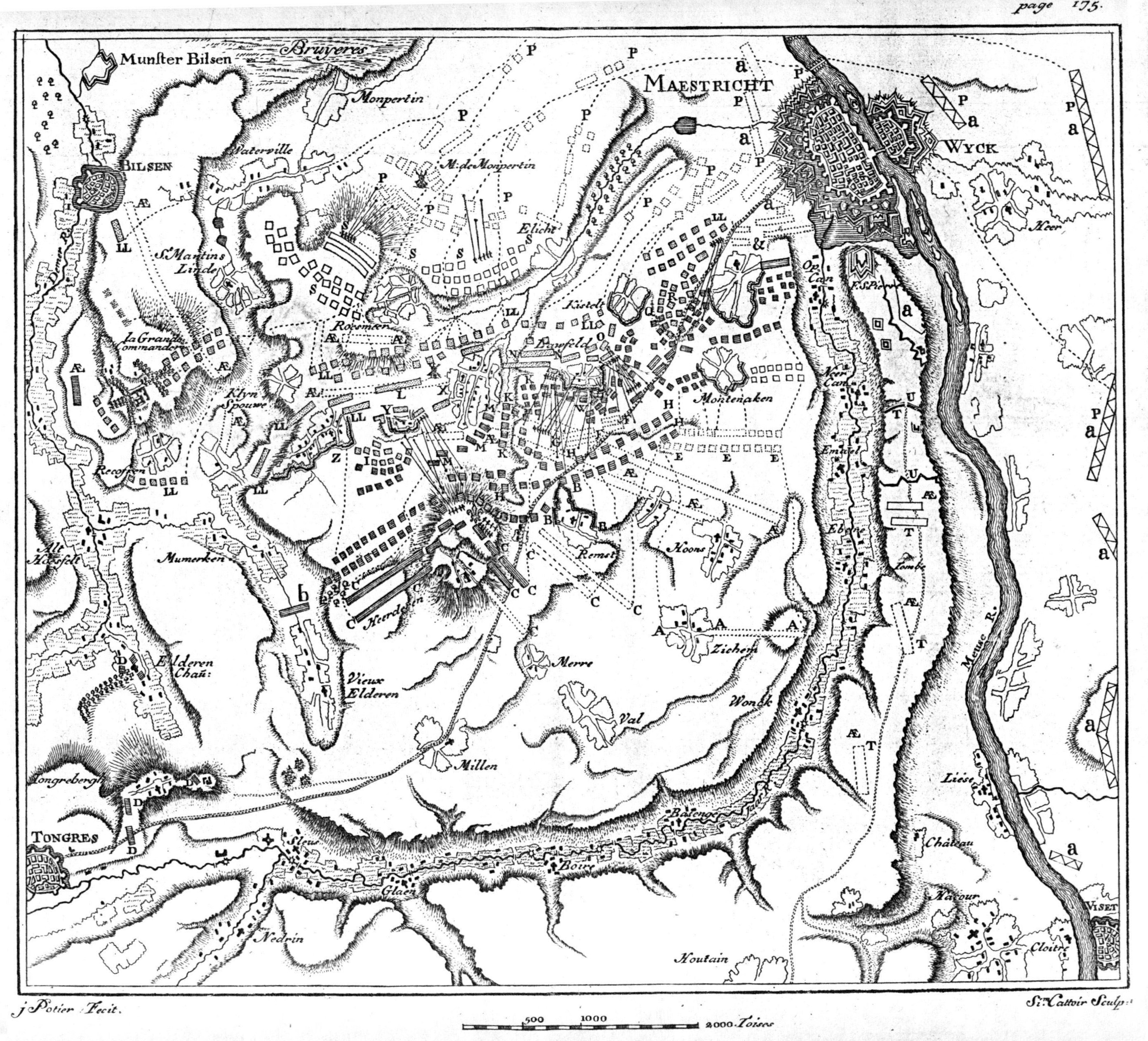
Kaart van het slagveld tussen Tongeren en Maastricht

De geallieerden stonden onder leiding van de Oostenrijks-Hongaarse generaal en veldmaarschalk Karl Josef Batthyány, de Engelse generaal William Augustus Duke of Cumberland en Karel August van Waldeck-Pyrmont voor de Nederlandse Republiek. Zij bezetten Alden Biesen, Rosmeer, Hees en Kesselt. Vlijtingen en Lafelt hadden ze preventief in brand gestoken.
Het terrein was destijds open. De heuvels gaven tactisch voordeel en de dorpen waren aan het oog onttrokken door hagen. Holle wegen doorsneden het terrein. Rond 9u op een mistige, regenachtige zondagmorgen begon de artillerie te vuren. De strijd bleef lang onbeslist, maar spitste zich mettertijd toe op het strategische Lafelt. Dit werd immers beschouwd als "een moeilijk te veroveren natuurlijke schans met wallen waarop nagenoeg ondoordringbare hagen groeiden". Met "wallen" bedoelde men wellicht de steile hellingen rond de diverse holle wegen in de omgeving. Uiteindelijk slaagde rond 15u een Ierse brigade in dienst van de Fransen, ter hoogte van Lafelt, erin een fatale bres in de gelederen van de geallieerden te slaan.
De geallieerden trokken zich daarna terug in de richting van Maastricht. Bij het dorp Wolder verzamelde zich een grote troep Franse cavalerie met het doel Cumberland's flank aan te vallen, maar ze werden daar verrast door de Engelse cavalerie onder leiding van John Ligonier, een Fransman in Engelse dienst. Hierbij verloren circa 1400 Ieren in Franse dienst (de "Irish Brigade") het leven. Het dorp Wolder werd platgebrand. Ligoniers actie is omschreven als een van de beste cavalerieaanvallen in de Britse militaire geschiedenis. Bij een tweede aanval had hij minder succes en werd hij gevangengenomen. Een regiment Schotten (de "Scots Greys") verloor bij deze aanval 40% van hun manschappen. Wel konden hierdoor de Oostenrijkse troepen onder leiding van Karl Josef Batthyány zich veilig terugtrekken.
De tol die de bloedigste veldslag uit de geschiedenis van Belgisch-Limburg eiste, was bijzonder zwaar: 10.971 gesneuvelden aan Franse zijde, 6.707 slachtoffers bij de geallieerden en 3.112 afgeslachte paarden. Andere bronnen spreken over ongeveer 5.000 gesneuvelden en 10.000 gewonden.
Een ooggetuige, Winand Mengels, zag hoe 's anderendaags de plaatselijke bevolking de gewonden ontdeden van hun kleren en bezittingen. Als ze geluk hadden werden ze naar plaatselijke kerken overgebracht die dan dienstdeden als hospitaal. Gebrekkige hygiëne zorgde ervoor dat ook kleinere verwondingen fataal werden.

## Gevolgen
Het was een Franse overwinning die hen toeliet verder op te rukken. Bergen-op-Zoom werd datzelfde jaar veroverd door een detachement van 30.000 man onder leiding van graaf Ulrich van Löwendal, die in 1748 korte tijd gouverneur van Maastricht zou zijn. In 1748 vielen de Fransen Maastricht aan en na een korte belegering viel de stad in hun handen op 7 mei. Uiteindelijk werd de Oostenrijkse Successieoorlog nog in 1748 aan de onderhandelingstafel (Vrede van Aken) beslecht. De Ieren die hadden meegestreden aan de zijde van de Fransen in de hoop zich, bij een eventuele overwinning tegen de geallieerden (waaronder Engeland), van het Engelse juk te kunnen bevrijden, werden niet beloond.

Een concreet geval van barbaarsheid van de vreemde legers wordt aangehaald in het overlijdensregister van Grote Spouwen. Op maandag 3 juli 1747, dus daags na de veldslag, werd Elisabeth Max met een kind op de arm gewurgd door de Husaren. In de velden bleef er niets meer over van de rijpende oogst. Vele bomen werden omgehakt om brandhout te hebben in de legerkampen.

## Erfgoed, gedenktekens
Op verschillende plaatsen in de streek zijn massagraven teruggevonden met overblijfselen van gevallenen in de slag, onder meer in Lafelt, Riemst, Herderen en Veldwezelt. Sinds 1964 herinnert een Iers kruis aan de veldslag. Het is uit één stuk gehouwen en geschonken door The Cork City Choral Society, een koor uit de Ierse stad Cork. Tevens zijn diverse informatieborden geplaatst.
De Franse schrijver en filosoof Voltaire wijdde enkele gedichten aan de Slag bij Lafelt, die hij vergeleek met de Slag bij Fontenoy twee jaar eerder. Die veldslag eindigde eveneens in een Franse overwinning en werd eveneens door Voltaire beschreven. In een gedicht looft Voltaire de Franse koning, wiens naam gemakkelijk is uit te spreken, dit in tegenstelling tot de plaatsnaam waar de overwinning werd behaald.

## Galerij

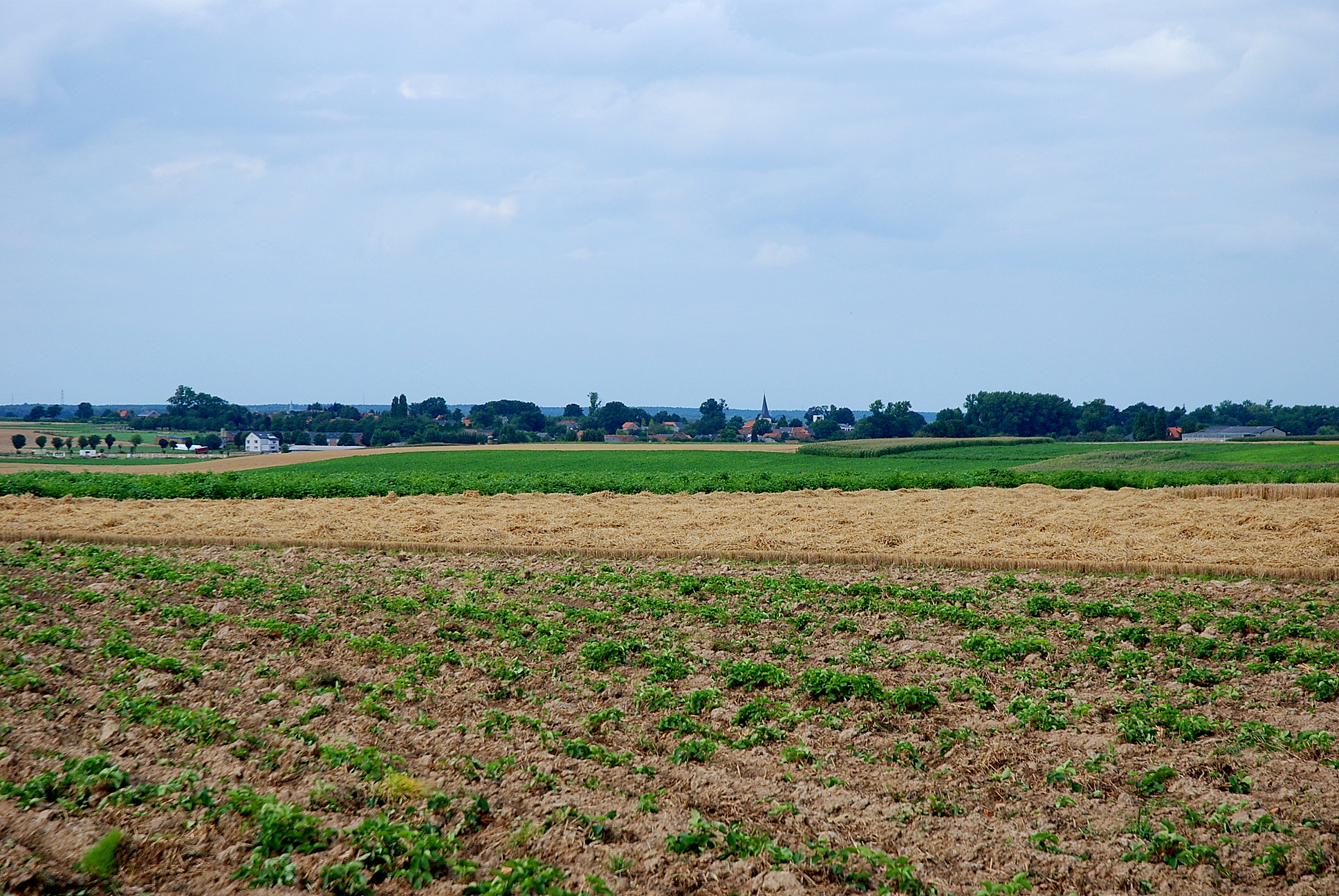
Slagveld met in de achtergrond de kerk van Hees
Slagveld vanaf de Sieberg gezien naar het oosten
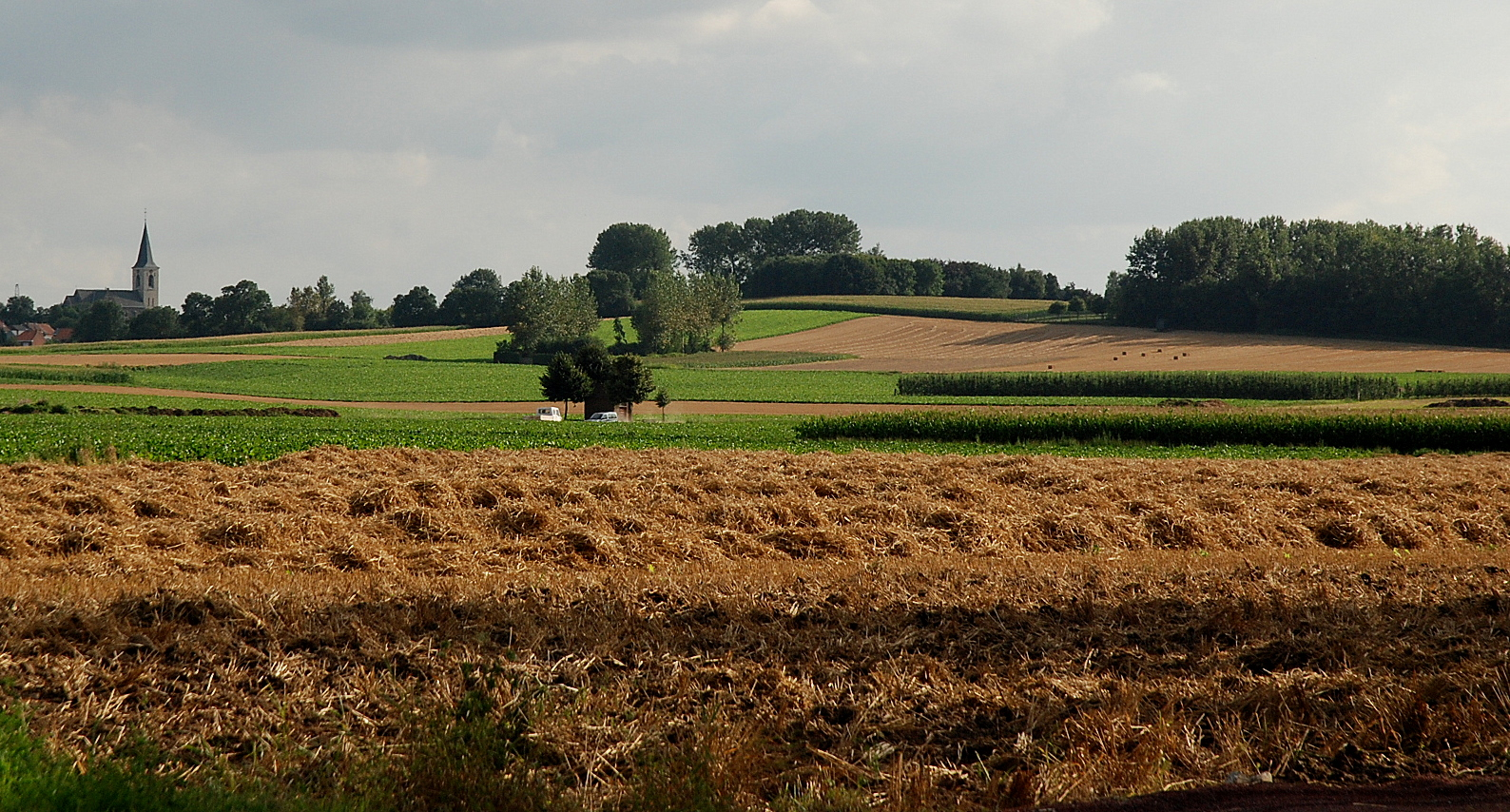
De Sieberg rechts van de kerk van Herderen
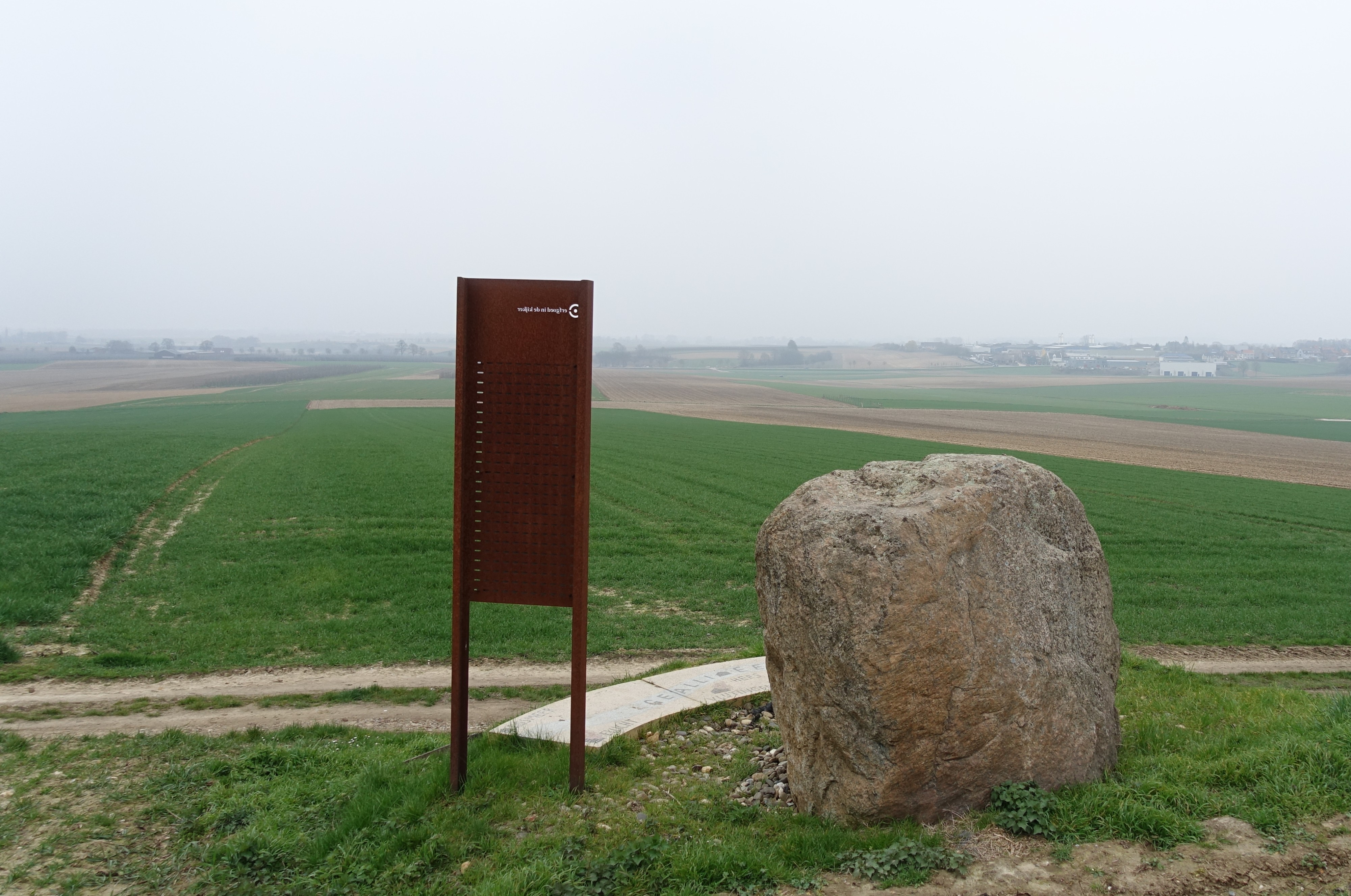
Gezicht op het slagveld vanaf de Sieberg in Herderen
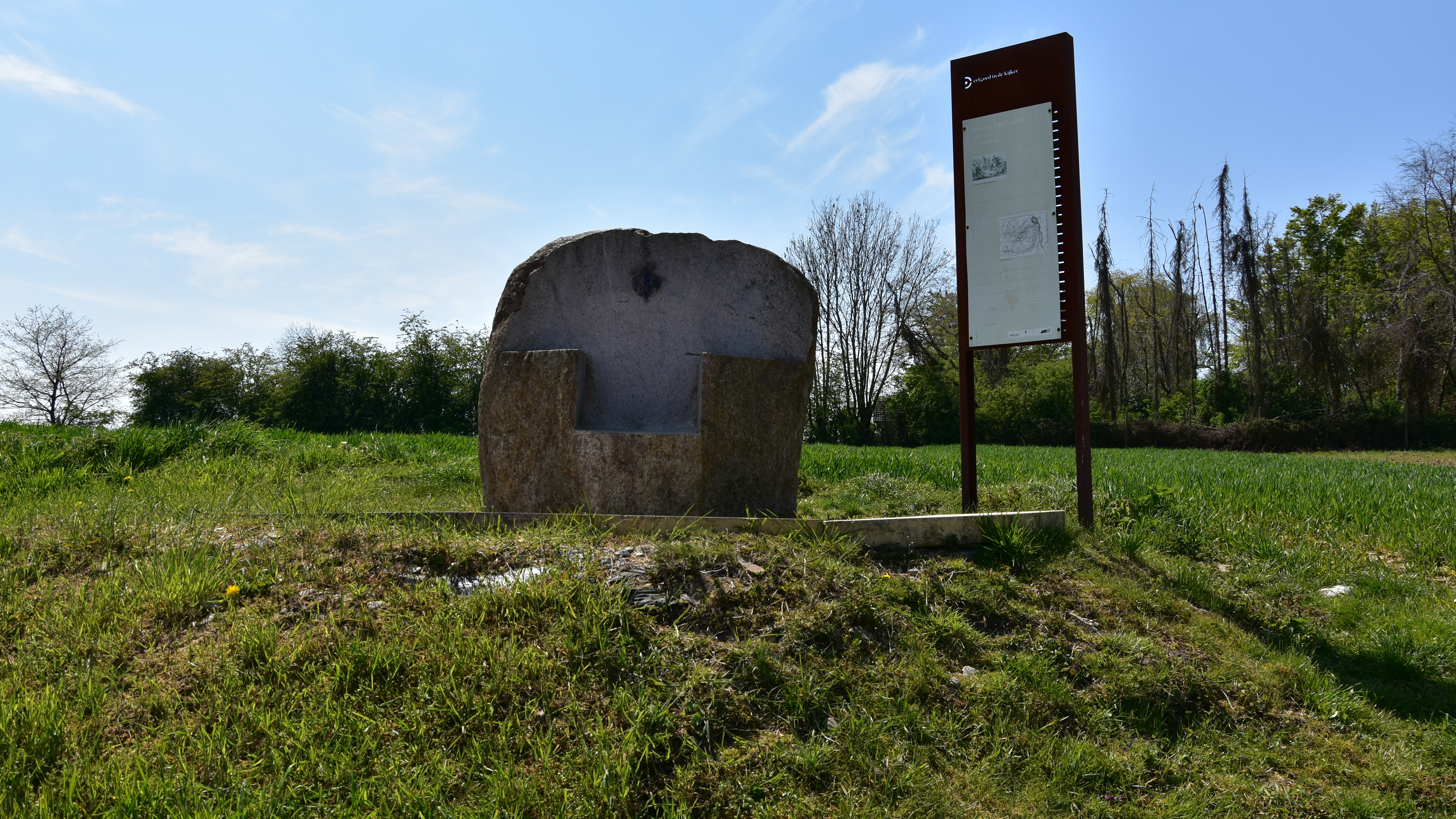
Plaats op de Sieberg waar Lodewijk XV de slag overschouwde
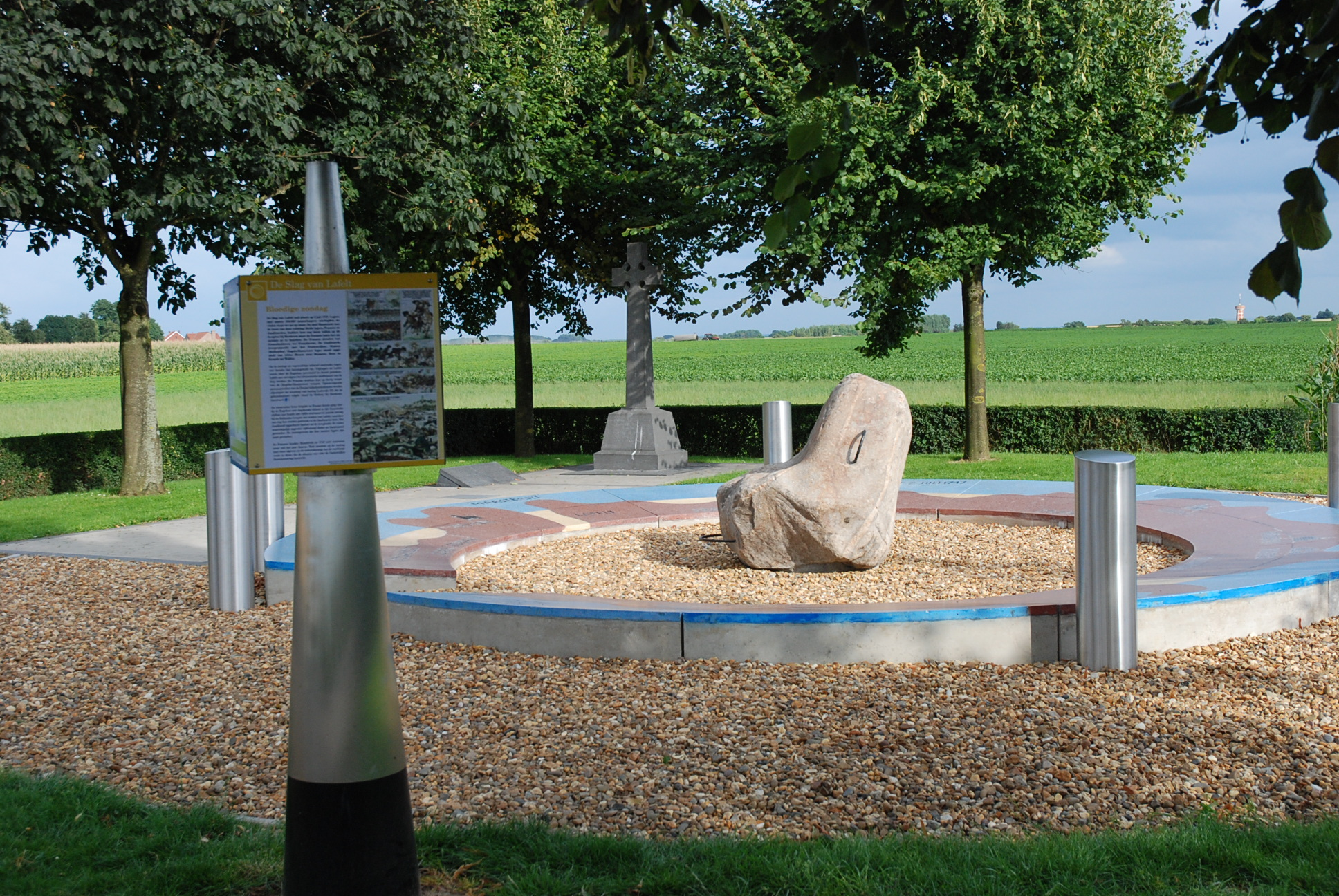
Landmark te Lafelt met het Iers kruis
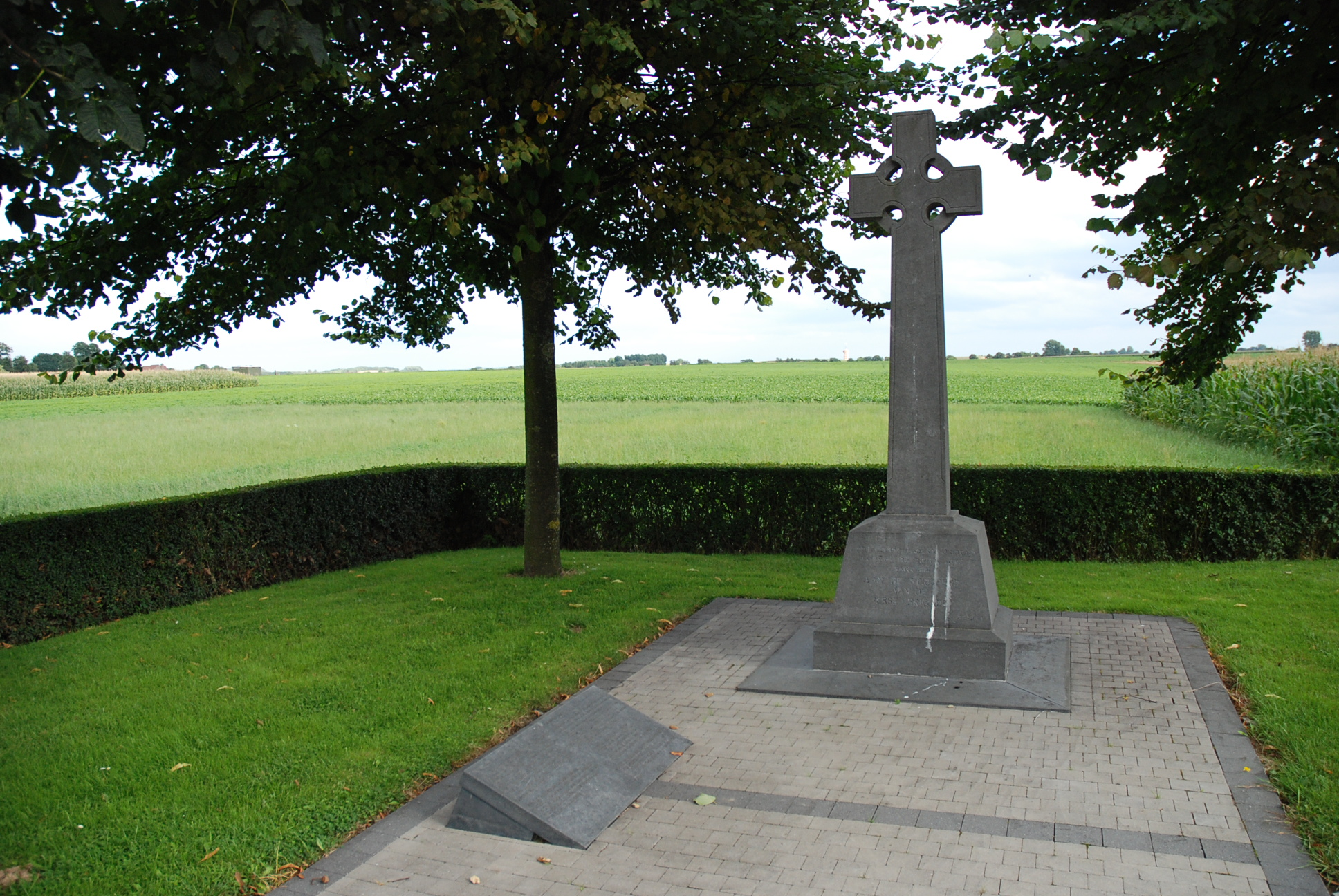
Iers kruis dat herinnert aan de 800 (of 1400?) gesneuvelde Ieren
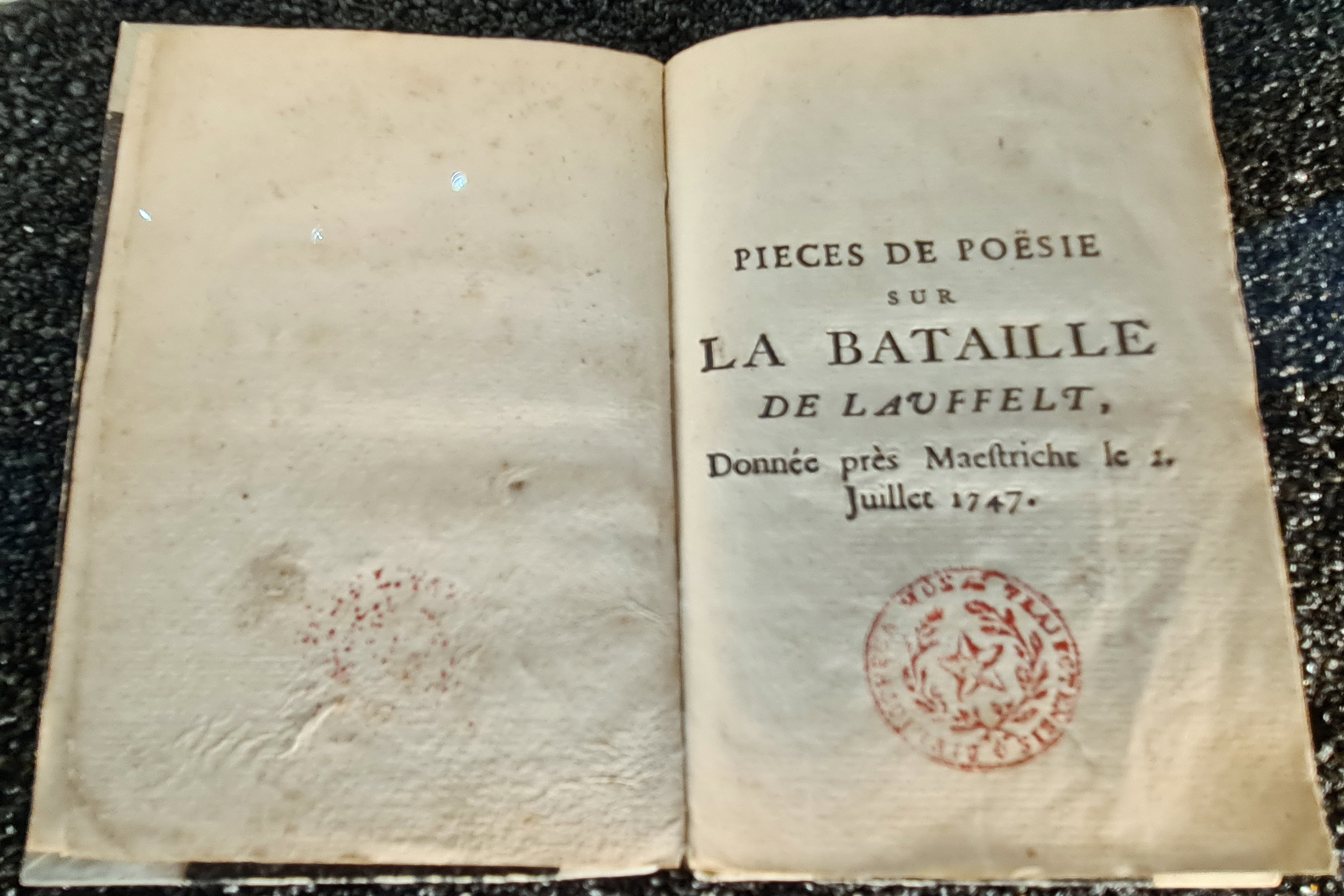
Gedichten van Voltaire over de Slag bij Lafelt

1740-'42: Eerste Silezische Oorlog ·
1740-'48: Oorlog van koning George ·
1741: Slag bij Mollwitz ·
1742: Slag bij Chotusitz ·
1743: Slag bij Dettingen ·
1744: Zeeslag bij Toulon ·
1744-'45: Tweede Silezische Oorlog ·
1744-'48: Eerste Karnataka Oorlog ·
1745: Slag bij Pfaffenhofen ·
1745: Slag bij Fontenoy ·
1745: Slag bij Hohenfriedeberg ·
1745: Slag bij Soor ·
1745: Slag bij Hennersdorf ·
1745: Slag bij Kesselsdorf ·
1746: Beleg van Brussel ·
1746: Slag bij Culloden ·
1746: Slag bij Piacenza ·
1746: Slag bij Rocourt ·
1747: Eerste zeeslag van Kaap Finisterre ·
1747: Slag bij Lafelt ·
1747: Beleg van Venlo ·
1747: Beleg van Bergen op Zoom ·
1747: Aanval op Steenbergen ·
1747: Tweede zeeslag van Kaap Finisterre ·
1748: Beleg van Maastricht ·
1748: Vrede van Aken
881: Plundering door Vikingen ·
1204: Luiks-Loons beleg ·
1267: Beleg door Hendrik van Gelre ·
1303: Beleg door Jan & Pieter van Bar ·
1334: Beleg door Adolf van der Mark ·
1407-08: Beleg door Luikenaren ·
1576: Spaanse Furie ·
1579: Beleg door Parma ·
1632: Beleg door Frederik-Hendrik ·
1634: Beleg door De Moncada ·
1638: Verraad van Maastricht ·
1673: Beleg door Lodewijk XIV ·
1676: Beleg door Willem III ·
1747: Slag bij Lafelt ·
1748: Beleg door Maurits van Saksen ·
1793: Beleg door De Miranda ·
1794: Beleg door Kléber ·
1814: Blokkade (6e Coalitieoorlog) ·
1830-33: Blokkade (Belgische Opstand) ·
1940: Bezetting (WO2) ·
1944: Bevrijding (WO2)